# Strumica
Strumica er en by i det østlige Makedonien, med et indbyggertal (pr. 2002) på ca. 35.000.